# トゥルンバ

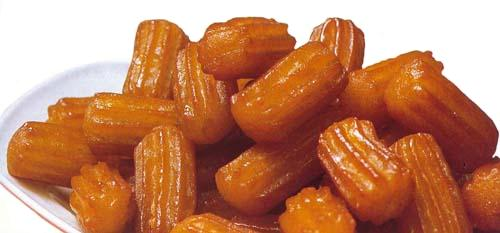
トゥルンバの例

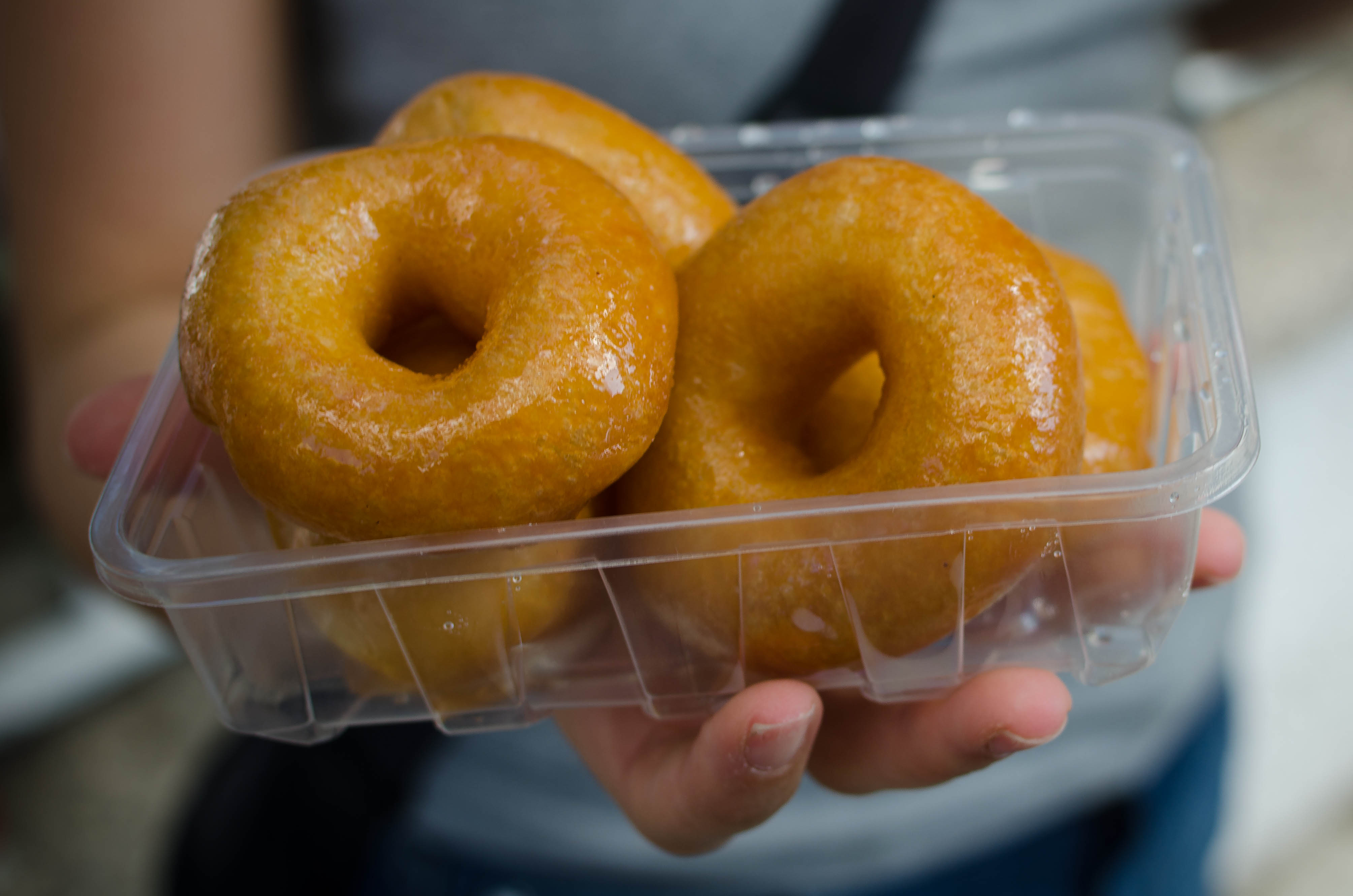
ロクマの例

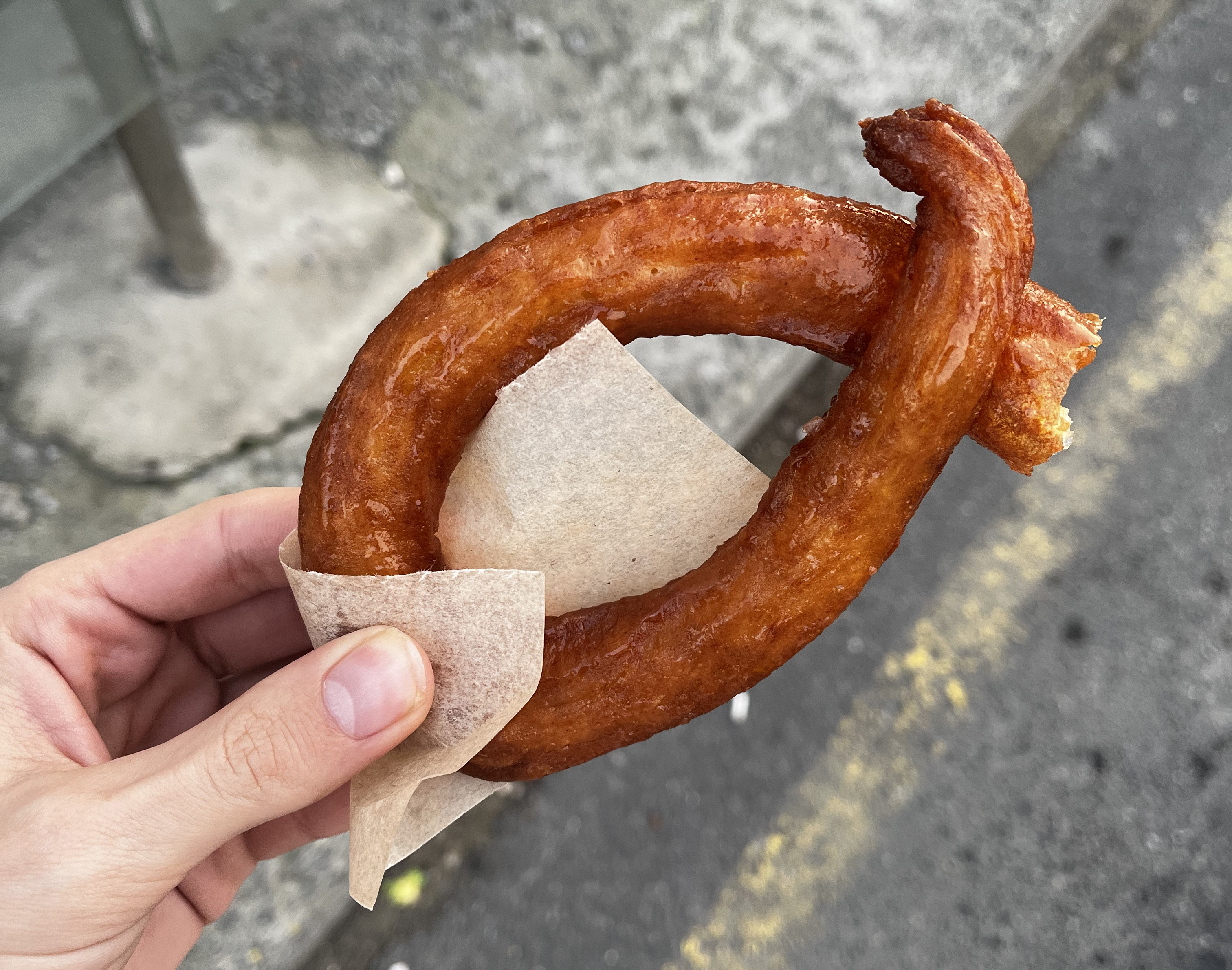
ハルカの例

トゥルンバ（トルコ語: Tulumba tatlısı）は、トルコの伝統的な菓子。オスマン帝国時代に創作された菓子の1つである。
揚げた生地をシロップに漬け込んだ菓子であり、一口サイズドーナツのロクマ（Lokma）と、チュロスの形状をしたハルカ（Halka）とがある。
tatlısıはデザートの意で、「トゥルンバ（tulumba）」はトルコ語で「水ポンプ」の意味があり、揚げた生地が水ポンプのようにシロップを吸い込むことから名付けられたとされる。
トルコでは、ピスタチオ入りのトゥルンバが定番であり、シロップは漬け込むというよりは生地の上からかけるため、生地にはサクサク感もある。
トルコでは、パン屋、菓子屋、屋台などで売られているほか、専門店もある。また、屋台以外ではキログラム単位で量り売りされていることが多い。